# 689년

## 연호
- 당(唐) 영창(永昌) 원년

## 기년
- 당(唐) 예종(睿宗) 6년
- 신라(新羅) 신문왕(神文王) 9년

## 사망
흑치상지 사망